# Rezolucja Rady Bezpieczeństwa ONZ nr 18
Rezolucja Rady Bezpieczeństwa ONZ nr 18 została przyjęta 13 lutego 1947. Przegłosowano ją 10 głosami za, przy jednym głosie wstrzymującym się od Związku Radzieckiego
Jej decyzją powołano Komisję Zbrojeń Konwencjonalnych ONZ mającą wprowadzić w życie Rezolucję Zgromadzenia Ogólnego ONZ nr 41 w której stwierdzono, że nieodłącznym elementem umacniania światowego pokoju jest regulacja i ograniczenie światowego uzbrojenia.